# السيدة الأولى (مسلسل أمريكي)
السيدة الأولى (بالإنجليزية: The First Lady)‏ هو مسلسل أنثولوجيا أمريكي من المقرر عرضه على قناة شوتايم في 2022.

## روابط خارجية
السيدة الأولى على موقع IMDb (الإنجليزية)
- السيدة الأولى على موقع ميتاكريتيك (الإنجليزية)
- السيدة الأولى على موقع روتن توميتوز (الإنجليزية)
- السيدة الأولى على موقع كينوبويسك (الروسية)
- السيدة الأولى على موقع ألو سيني (الفرنسية)
- السيدة الأولى على موقع قاعدة بيانات الفيلم (الإنجليزية)